# دور يان
دور يان (بالعبرية: דור ג'אן‏) هو لاعب كرة قدم إسرائيلي، ولد في 16 ديسمبر 1994 في ريشون لتسيون في إسرائيل. لعب مع نادي مكابي تل أبيب.

## وصلات خارجية
- دور يان على موقع قاعدة بيانات كرة القدم.إي يو (الإنجليزية)
- دور يان على موقع Soccerway.com (الإنجليزية)
- دور يان على موقع عالم كرة القدم.نت (الإنجليزية)